# 馬塔莫拉斯 (印地安納州)
馬塔莫拉斯（英語：Matamoras）是位於美國印地安納州布萊克福德縣的一個非建制地區。該地的面積和人口皆未知。

## 地理
馬塔莫拉斯的座標為40°33′15″N 85°15′47″W / 40.55417°N 85.26306°W，而該地的平均海拔高度為265米（即869英尺）。